# Sara Cognuck
Sara Cognuck González is een Costa Ricaans klimaatactiviste.

## Biografie
Cognuck groeide op in het midden van de bossen in Peñas Blancas in het canton Esparza en ontwikkelde een connectie met de natuur die haar ertoe aanzette om te werken voor natuurbehoud en duurzaam beheer. Ze is een beheerder van natuurlijke hulpbronnen en is gespecialiseerd met marien management in kustgebieden. Zo heeft ze haar beroep samengevoegd met haar activisme, dat ze al vanaf 16-jarige leeftijd beoefent.

## Activisme
Cognuck is mede-oprichter van Red de Juventudes y Cambio Climático de Costa Rica (Netwerk van jongeren en klimaatverandering van Costa Rica). Ze was jongerenvertegenwoordiger voor Costa Rica in het Asamblea Nacional de la Persona Joven en was ook lid van de Raad van Bestuur van de Consejo de la Persona Joven (Jongerenraad), waar ze leiding gaf aan inspanningen op het gebied van milieu en klimaatactie.
In 2019 organiseerde Cognuck het eerste jongerenevenement in een PreCOP en maakte ze deel uit van het team dat de Declaratoria Intergubernamental de Juventudes, Niñez y Cambio Climático (Intergouvernementele verklaring over jeugd, kinderen en klimaatverandering) voorstelde op COP25. Op 3 november 2020 was ze een van de sprekers op TEDx PuraVidaJoven2020.